# John Hawkes (skådespelare)
John Hawkes, född John Marvin Perkins den 11 september 1959 i Alexandria i Minnesota, är en amerikansk skådespelare. 
John Hawkes spelade rollen som Bugsy i filmen Den perfekta stormen (2000) och medverkade i TV-serien Deadwood (2004–2006) som Sol Star. Andra TV-serier Hawkes medverkat i är bland andra 24, Lost och Eastbound & Down, där han spelar Dustin Powers, bror till huvudkaraktären Kenny Powers som porträtteras av Danny McBride.
John Hawkes nominerades till en Oscar för bästa manliga biroll för sin medverkan i Winter's Bone (2010).

## Filmografi i urval
- 1996 – From Dusk Till Dawn
- 1997 – Playing God
- 1998 – Jag vet fortfarande vad du gjorde förra sommaren
- 2000 – Den perfekta stormen
- 2003 – Identity
- 2004–2006 – Deadwood (TV-serie) (36 avsnitt)
- 2005 – Me and You and Everyone We Know
- 2009–2013 – Eastbound & Down (TV-serie) (16 avsnitt)
- 2009 – S. Darko
- 2010 – Winter's Bone
- 2011 – Higher Ground
- 2012 – Lincoln
- 2012 – Arcadia
- 2012 – Mitt längtande hjärta
- 2014 – Life of Crime
- 2015 – Everest
- 2017 – Three Billboards Outside Ebbing, Missouri
- 2019 – The Peanut Butter Falcon